# 井上正幸 (外交官)
井上 正幸（いのうえ まさゆき、1948年10月6日 - 2024年9月19日）は、日本の文部官僚、文部科学省管轄の財団法人日本国際教育支援協会の理事長（常勤）。

## 来歴
東京都生まれ。1973年3月、東京外国語大学外国語学部インド・パーキスタン語学科卒業。同年4月、外務省に入省、1974年中央大学法学部卒業、文部省（当時）に入省。
1976年-1978年イギリス留学（リバプール大学行政学修士）、1981年-1984年OECDパリ本部、1986年-1989年在フランス大使館と英仏での留学・勤務を経験。学術国際局国際学術課長、同局国際企画課長、大臣官房審議官（学際局担当）、2001年より文部科学省科学技術・学術政策局次長、2004年より国際統括官（日本ユネスコ国内委員会事務総長）等を歴任し、同省を退官。2006年4月より2009年6月まで在バングラデシュ特命全権大使。2009年8月より、日本国際教育支援協会の理事長（常勤）。
2014年5月より、科学技術国際交流センター理事。日中友好会館評議員、国立京都国際会館評議員、ユネスコ・アジア文化センター顧問、学生サポートセンター理事、文部科学省国際協力推進会議委員等も務め、2019年より、東京外国語大学経営協議会委員。令和元年秋の叙勲で瑞宝中綬章受章。